# Шишов, Денис Николаевич
Денис Николаевич Шишов (род. 29 октября 1980, Рукла, Литовская ССР, СССР) — российский военачальник. Командир 76-й гвардейской десантно-штурмовой дивизии с апреля 2022 года, гвардии генерал-майор. Герой Российской Федерации (2022).

## Биография
Родился в 1980 году в Литовской ССР. Из семьи военнослужащего. Учился в средней школе № 24 города Костромы. Занимался хореографией  у педагога Моисеева Николая Николаевича в Областном Дворце творчества юных. Был солистом ансамбля «Радуга».
В 1998 году поступил, а в 2003 году окончил Рязанское гвардейское высшее воздушно-десантное командное училище имени генерала армии В. Ф. Маргелова. После окончания училища был распределён в 104-й гвардейский десантно-штурмовой Краснознаменный ордена Кутузова полк 76-й гвардейской десантно-штурмовой Черниговской Краснознаменной ордена Суворова дивизии (Псков).
Окончил Общевойсковую академию Вооружённых Сил Российской Федерации.
С 2015 по 2017 год — командир 104-го гвардейского десантно-штурмового полка. С 2017 по 2020 год — заместитель командира 98-й гвардейской воздушно-десантной дивизии. С 2020 по апрель 2022 год — командир 11-й отдельной гвардейской десантно-штурмовой бригады. С 18 апреля 2022 года — командир 76-й гвардейской десантно-штурмовой дивизии.
Согласно заявлению Министерства обороны РФ, в феврале 2022 года принимал участие во вторжении России на Украину. 26 февраля был тяжело ранен во время наступления на 
Каховку. Глава республики Бурятия Алексей Цыденов заявил, что Шишову «за проявленное мужество и героизм» присвоено звание Героя России.

## Награды
- Герой Российской Федерации;
- Орден Мужества;
- Медаль Суворова;
- Медаль Жукова;
- Медали РФ.